# 越南劳动荣军社会部
越南劳动荣军社会部（越南语：／）是越南中央政府下轄的一個部門，负责該國的劳动、就业、职业安全、社会保险和职业培训、战争伤残人员、烈士、解決社會問題、儿童保育和性别平等事務。2025年2月18日，勞動、榮軍與社會事務部併入內政部。